# Martonháza
Martonháza (1899-ig Ochtina, szlovákul: Ochtiná) község Szlovákiában, a Kassai kerület Rozsnyói járásában.

## Fekvése
Rozsnyótól 18 km-re, északnyugatra fekszik.

## Története
A település a 13. században már létezett, valószínűleg német bányászok alapították. A hagyomány 8 német bányászt tart a község alapítóinak. Főként vasércet bányásztak itt és vaskohók is működtek a falu területén. A települést 1318-ban említik először, ekkor az Ákos nemzetség birtoka volt. IV. Béla 1243. június 5-én kelt oklevele szól arról, hogy a Gömörben, a Bors nemzetség birtokában lévő Sajó melletti területet – a tatárok elleni harcokban tett szolgálataikért – az Ákos nembeli Fülöpnek és Detrének adja. A település eredeti neve „Ohtina”, magyar nevét 1906-ban egykori birtokosáról, Marton Rudolfról kapta.
A falu határában egykor aranyat, vasat, ólmot bányásztak. 1427-ben 28 adózó portája volt. 1556-ban a Bebek Ferenc tulajdonában levő települést török támadás érte, melynek következtében kifosztották és felégették, sokakat megöltek illetve fogságba hurcoltak. A Bebekek után több tulajdonossal is rendelkezett. A 17. századtól az ipar is fejlődésnek indult. A községben két papírmalom, nagyolvasztó és több vashámor is működött. A kézművesipart főként a cipészek és szűcsök képviselték. Az 1709–1710-ben tomboló dögvész 418 áldozatot követelt.
A 18. század végén Vályi András így ír róla: „OCHTINA. Tót falu Gömör Várm. földes Urai több Urak, lakosai kevés katolikusok, ’s leg inkább evangelikusok, fekszik Csetnekhez más fél órányira Hradek hegye alatt, meszes lágy meleg vize Dubrava hegyéből fakad; hasznos papíros malma 1756dikban állíttatott fel; hirtelen halált szenyvedtek lakosai 1658. 1679. 1710dik esztendőben. Földgye sovány, köves, és nagy részént posványos, szántó földgyeit, réttyeit a’ záporok járják, legelője jó, fája van mind a két féle, itatója alkalmatos, piatzozása egy órányira, vas bányája, és vas verő műhelyei jók.”
1828-ban 84 házában 739 lakos élt. Határában a 19. században rézkohó is üzemelt.
A 19. század közepén Fényes Elek eképpen írja le: „Ochtina, tót falu, Gömör vmegyében, Jolsvához északra 2 órányira, gyümölcsfák közt elrejtve a Hradek alatt: 56 kath., 623 evang. lak. Ev. tornyos anyatemploma igen régi épület. Vannak itt jövedelmes vasbányák; 2 vashámor; papirosmalom. Határa köves, sovány; s e hiányt a lakosok, kik hajdan németek voltak, fuvarozással, kereskedéssel, szénégetéssel pótolják. F. u. gr. Andrásy s többen. Ut. p. Rosnyó.”
Borovszky monográfiasorozatának Gömör-Kishont vármegyét tárgyaló része szerint: „Ochtina, csetnekvölgyi tót kisközség, 164 házzal és 851 ág. ev. h. vallású lakossal. E község már 1346-ban a mai nevén szerepel. A Csetnekiek voltak az urai. Későbbi birtokosai a Zúzó, Andrássy, Nyáry, Pletrich, Sturmann, Giczey, Czékus, Rokfalussy, Márton és Gyürky családok, most pedig Márton Rudolf örököseinek van itt nagyobb birtokuk és úrilakuk. Lakosai hajdan németek voltak, de az idők folyamán az ide települt tótságba olvadtak. A XVIII. században két papirmalom volt a községben; jelenleg vas-, réz-, magnezit-, horgany- és dolomitbányák vannak, azonkívül Huppert Manónak magnezit-pörkölője és Schwarcz Károlynak gőzfürésze. A lakosok fogyasztási szövetkezetet tartanak fenn. A község határában ásványforrás van. Ág. ev. temploma Árpád-korbeli építmény, érdekes falfestményekkel. Ide tartozik Nyirjes puszta. A községben van posta, távírója és vasúti állomása pedig Csetnek.”
1920-ig Gömör-Kishont vármegye Rozsnyói járásához tartozott.

## Népessége
| Év:            | 1994. | 2004.   | 2014.   | 2024.   |
| -------------- | ----- | ------- | ------- | ------- |
| Emberek száma: | 503   | 551     | 533     | 535     |
| Eltérés:       |       | +9,54 % | -3,26 % | +0,37 % |

| Év:            | 2023. | 2024.   |
| -------------- | ----- | ------- |
| Emberek száma: | 531   | 535     |
| Eltérés:       |       | +0,75 % |

1880-ban 752 lakosából 629 szlovák, 44 magyar, 34 német, 13 más anyanyelvű, 2 idegen és 30 csecsemő.
1890-ben 722 lakosából 24 német, 63 magyar és 617 szlovák anyanyelvű volt.
1900-ban 851 lakosából 17 német, 265 magyar, 514 szlovák és 18 egyéb anyanyelvű volt.
1910-ben 741-en lakták, ebből 556 szlovák, 129 magyar, 7 német, 1 horvát és 48 egyéb anyanyelvű.
1921-ben 684 lakosából 74 magyar és 573 csehszlovák volt.
1930-ban 700 lakosából 10 magyar, 17 zsidó, 664 csehszlovák, 4 egyéb nemzetiségű és 5 állampolgárság nélküli volt. Ebből 573 evangélikus, 102 római katolikus, 18 izraelita, 4 református, 1 görög katolikus és 2 egyéb vallású volt.
1991-ben 506 lakosából 10 magyar és 460 szlovák volt. 
2001-ben 527-en lakták: 470 szlovák, 38 cigány és 10 magyar.
2011-ben 553 lakosából 476 szlovák, 50 cigány és 5 magyar.

## Neves személyek
- Itt született Bubenka Jónás (?-1705) evangélikus tanár, fametsző, a 17. század legjelesebb magyar művészeinek egyike.
- Itt született 1787-ben Bartholomaeides János László evangélikus lelkész, Nógrád megye táblabírája.
- Itt hunyt el 1825-ben Bartholomaeides László magyarországi evangélikus lelkész.

## Nevezetességei
- Evangélikus temploma a 13. században eredetileg román stílusban épült, Szent Miklós tiszteletére szentelték. 1342 és 1347 között gótikus stílusban építették át. A 15. század közepén bővítették. Freskói a 14. század 60-as éveiben készültek, és 1893-ban találták meg őket, festőjük "az Ochtinai szentély festője"ként vált ismertté. Barokk oltára és szószéke a 17. és 18. században készült. Utoljára 1977-ben renoválták.
- A Várhegy északkeleti oldalán, 660 m magasan nyílik az 1954-ben felfedezett Martonházi-aragonitbarlang, 1972 óta látogatható. Ez Európa kevés aragonit barlangjának egyike. A barlang  mintegy 400 millió éves fillitekbe ágyazott kristályos mészkőlencsében alakult ki, mintegy 95-65 millió évvel ezelőtt. A mészkő egy része hidrotermális hatásra átalakult ankerittá és szideritté. A repedések mentén ezek a kőzetek a beszivárgó csapadékvíz hatására elmállottak, így keletkezett az okker. Ez azután később részben kimosódott, a helyén üregek jöttek létre. A barlangban ma is láthatók a fehér és a kékesszürke színű kristályos mészkőben kialakult okkermaradványok. Mégis a leglátványosabb a folyosók és termek mennyezetét, oldásfülkéit borító, gombafonalakra emlékeztető ágas-bogas vasvirágcsoportok, vese, tű és spirális alakzatok. Ezek a föld alatti zárt térség sajátos hidrokémiai és klimatikus körülményei között jöttek létre.